# Ephedra funerea
Ephedra funerea är en kärlväxtart som beskrevs av Frederick Vernon Coville och Conrad Vernon Morton. Ephedra funerea ingår i släktet efedraväxter, och familjen Ephedraceae. Inga underarter finns listade i Catalogue of Life.